# To Pimp a Butterfly
To Pimp a Butterfly är ett musikalbum av den amerikanska rapparen Kendrick Lamar. Albumet utgavs år 2015 och består av 16 låtar, totalt 1 timme och 18 minuter i längd. Albumet har kommit att bli ett av de främst kritikerrosade hiphopalbumen någonsin. Kendrick fick pris för To Pimp a Butterfly i kategorierna "Bästa rap-album" samt "Årets album" vid 2016 års Grammy Awards.

## Låtlista
1. Wesley’s Theory (feat. George Clinton & Thundercat) – 4:47
2. For Free? (Interlude) – 2:10
3. King Kunta – 3:54
4. Institutionalized (feat. Bilal, Anna Wise & Snoop Dogg) – 4:31
5. These Walls (feat. Bilal, Anna Wise & Thundercat) – 5:00
6. u – 4:28
7. Alright – 3:39
8. For Sale? (Interlude) – 4:51
9. Momma – 4:43
10. Hood Politics – 4:52
11. How Much a Dollar Cost (feat. James Fauntleroy & Ronald Isley) – 4:21
12. Complexion (A Zulu Love) (feat. Rapsody) – 4:23
13. The Blacker The Berry (feat. Assassin) – 5:28
14. You Ain’t Gotta Lie (Momma Said) – 4:01
15. i – 5:36
16. Mortal Man – 12:07